# فيلق الجباجية
فيلق الجباجيَّة (بالتركية العثمانية: جبه جى اوجاغى)‏(بالتركية: Cebeci Ocağı)‏ أحد فرق القاپي قولو في الجيش العثماني، وكان جنود هذا الفيلق مسؤولين عن تأمين الأسلحة وحفظها ونقلها إلى الجبهة أثناء الحملات العسكرية. وكان يُطلق على أفراد هذا الفيلق اسم "جباجي" (بالتركية العثمانية: جبه جى)‏ والجمع "جباجيلار" (بالتركية العثمانية: جبه جى لر)‏.
كان فيلق الجباجيَّة مسؤول عن إنتاج وإصلاح السهام والأقواس والدروع والسيوف والبنادق والمعاول والمجارف والفؤوس والبارود والرصاص والفتائل والدروع والخوذات والأسلحة المماثلة التي كان الإنكشارية يستخدمونها في الحروب.

## التسمية
كلمة "جبه جي Cebeci" العثمانية تعني في اللغة التركية: صانع أو مصلح الدروع و الأسلحة النارية.
وكلمة "جبه cebe" العثمانية تعني في اللغة التركية: التجهيزات.

## التأسيس
تأسس فيلق الجباجيَّة في عهد السلطان محمد الفاتح، ويُنسب تأسيسه إلى حضرة حاجي بكتاش وَلي (بالتركية: Hacı Bektaş-ı Veli)‏. في بداياته، كان يتم اختيار أفراد هذا الفيلق من بين "الفتية المبتدئين" (بالتركية: acemi oğlanlar)‏ أي المجندين الصغار ، تمامًا مثل الإنكشارية. كان هؤلاء المستجدون يُقبلون في الفيلق بصفة "شاكرد" (بالتركية: şâkird)‏ أي "الطلاب"، ثم يُدمجون لاحقًا ضمن صفوف الجبخجية الفعليين.

## التنظيم العسكري
كان يُطلق على أعلى رتبة بين الجبخجية اسم جباجي باشي (بالتركية: Cebecibaşı)‏. وعند شغور هذا المنصب، كان يتم تعيين باش كاتخدا (بالتركية: Başkethüda)‏ خلفًا له. ومع ذلك، حدث أحيانًا أنه تم تعيين باش جاويش دار الجبخانة (بالتركية: Cebehâne Başçavuşu)‏ لهذا المنصب، بل وفي فترات لاحقة، عُيّن جباجي باشي من خارج الفيلق أيضًا.
ووفقًا لسجلات دفاتر الرواتب، كان رئيس الفيلق الجبخجي باشي يُشرف على 96 غرفة، مقسمة إلى 59 فرقة رئيسية و37 فرقة فرعية.
كانت وحدات الجبخجية تتكون من فئات متخصصة في تصنيع الأسلحة، وإصلاحها، وتحسين جودة البارود، وتحضير العتاد الحربي. كما وُجدت ضمنهم فرق خاصة مثل:
- الخمبرجية الذين يصنعون القنابل (خمبرە) (بالتركية: humbara)‏ وهم خبراء سبك القنابل،
- والباروديون، صانعو البارود (بالتركية: barutçular)‏،
- وحفارو الأنفاق الحربية (اللغمجيّة).

## التقاعد

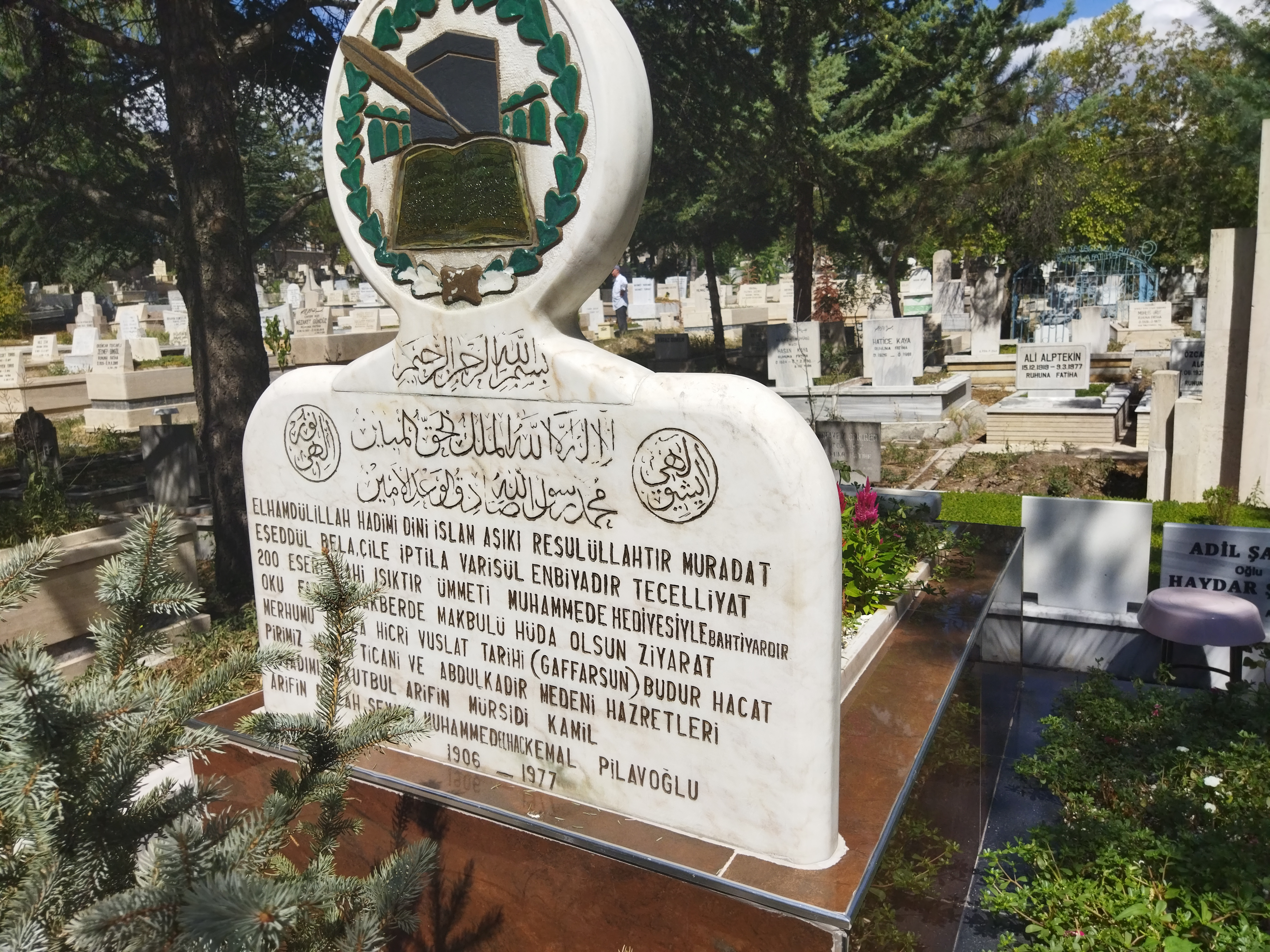
مقابر الجباجيَّة الحديثة بأنقرة.

أما أفراد الجباجيَّة الذين أصبحوا عاجزين أو طاعنين في السن، فكانوا يُحالون إلى التقاعد براتب شهري محدد، وذلك وفقًا لقوانين فيلقهم.
يمكن للجندي الخاص الذي يؤدي واجبه في ترسانة الأسلحة التقاعد، إذا رغب في ذلك، بعد اثني عشر عامًا من الخدمة. إذا تقاعد بسبب الشيخوخة أو المرض، كان بإمكانه التقاعد بنصف راتبه، وإذا أصيب في المعركة، كان بإمكانه التقاعد بثلثي راتبه أو أكثر، حسب الحالة.

## التراتبية العسكرية
من حيث التراتبية العسكرية، كان يلي جباجي باشي في الرتبة أربعة كاتخدا، ثم باش جاويش الجبخجية، يليه القادة الكبار والمتوسطون، ثم رؤساء الغرف (أوضه باشي)، وأخيرًا الضباط الصغار. أما الشؤون الحسابية والإدارية للفيلق، فكان يتولاها جباجي كاتب (بالتركية: Cebeci Kâtibi)‏.
كان الجباجيَّة يرتدون غطاء رأس يُسمّى "شَبْكُولاه" (بالتركية: şebkülah)‏، وهو قبعة مصنوعة من قماش أخضر من جوخ (صوف ناعم) ولها أربعة جوانب، يتدلى طرفاها على الكتفين، وكانوا يزينونه بالريش أثناء المراسم.

## دار الجبخانة
كانت دار الجبخانة تقع مقابل جامع آيا صوفيا، وكانت تضم غرف الضباط والجنود، وورش إصلاح الأسلحة والمعدات الحربية، إضافةً إلى المخازن التي تحتوي على جميع اللوازم، سواء المصنعة منها أو غير المصنعة.
من بين المعدات المخزنة في مستودع الجبخانة:
- دروع الإنكشارية وأغطية قماشها
- أغلفة الخوذ (طولغا tolga)
- أكياس الدروع
- الجلود، النحاس، خيوط القطن والكتان، الفولاذ
- زوارق، قواعد البنادق
- المعاول، الفؤوس، ومقابضها
- أخشاب البنادق
- وغيرها من المعدات المصنعة تُحفظ وتُصنع في هذا المكان.

## دور الفيلق
كان جبخجي باشي مسؤولًا عن إرسال المعدات اللازمة إلى الأسطول البحري (بالتركية: donanma)‏ والقلاع. وعند انخفاض المخزون في الجبخانة، كان جباجي باشي يرفع الأمر إلى الديوان (بالتركية: dîvân)‏ لإعادة توفير المستلزمات.
ونظرًا لأن حمل البنادق كان ممنوعًا على الإنكشارية داخل عاصمة الدولة العثمانية، كان جباجي باشي يسلم البنادق لهم أثناء التدريبات العسكرية، ثم يستعيدها منهم بعد انتهاء التمارين.
كان إرسال الأسلحة والذخيرة إلى القلاع، إضافةً إلى حفظ الذخيرة هناك، تقع على عاتق جنود الجباجيَّة الذين يُرسلهم فيلق الجباجيَّة إلى هناك. كما كان جباجي باشي يتولى فحص الأسلحة والذخائر والبارود المُخزن في القلاع، للتحقق من مدى صلاحيتها للاستخدام.
أما الجباجيَّة الذين كانوا يؤدون الخدمة في القلاع، فكانوا، على غرار الإنكشارية، يقضون ثلاث سنوات في الخدمة هناك، ثم يُعادون إلى المركز، ويتم إرسال غيرهم ليحلوا محلهم. وكان يشرف عليهم ضباطٌ من الجباجيَّة .
في أوقات الحرب، كان الجباجيَّة يتولون نقل العتاد الحربي الخاص بالإنكشارية على ظهور البغالوالجمال، ويتم توزيعه عليهم بعد دخول منطقة القتال.
وعند تمركز الجيش في ساحة المعركة، كان الجباجيَّة يتمركزون خلف الجبهة المركزية للجيش.

## التدريب
كانوا يمارسون التدريب على البندقية مرة واحدة في الأسبوع خلال أشهر الشتاء ومرتين في الأسبوع خلال أشهر الصيف.

## تعدادهم
تغير عدد الجباجيَّة خلال العصور. ففي عهد السلطان سليمان القانوني، بلغ عددهم 700 مقاتل، ثم ارتفع إلى 4,000 في عام 1570م، ووصل إلى 3,000 خلال حملة إغرِي (بالتركية: Eğri Seferi)‏، ثم ازداد في عهد السلطان مراد الرابع ليصل إلى 7,000 – 8,000. لكن بحلول عام 1702م، تقلّص عددهم إلى 2,500.

## إلغاء الفيلق
في عام 1826م، قام السلطان محمود الثاني بإلغاء فيلق الجباجيَّة مع إلغاء الإنكشارية، بسبب تصاعد حالات العصيان والتمرد.
لاحقًا، مع إنشاء جيش العساكر المنصورة المحمدية بمفهومه الحديث، تم تأسيس فئة جديدة من الجباجيَّة مكونة من 1,054 جندي. كان هذا التنظيم يتكون من جناحين: اليمين واليسار، تحت قيادة رؤساء فرق "بلوك باشي" (بالتركية: Bölükbaşı)‏، واستمر وجود هذا التنظيم حتى عام 1860م.